# Jonathan Ross
Jonathan Stephen Ross (Londra, 17 novembre 1960) è un conduttore televisivo, conduttore radiofonico e comico britannico.
È noto soprattutto come conduttore dei programmi televisivi Friday Night with Jonathan Ross, dal 2001 al 2010 su BBC One, e The Jonathan Ross Show dal 2011 su ITV.

## Programmi televisivi
- Friday Night with Jonathan Ross (2001-2010)
- Penn & Teller: Fool Us (2011)
- The Jonathan Ross Show (2011-in corso)

## Filmografia
- It Ain't Half Hot Mum - serie TV, episodio 8x07 (1981)
- Due metri di allergia (The Tall Guy), regia di Mel Smith (1989)
- French and Saunders - serie TV, episodio 4x02 (1993)
- Pervirella, regia di Alex Chandon e Josh Collins (1997)
- Spice Girls - Il film (Spice World), regia di Bob Spiers (1997)
- Jonathan Creek - serie TV, episodio 3x06 (2000)
- Happiness - serie TV, episodio 1x05 (2001)
- Rex the Runt - serie TV, episodi 2x02-2x09 (2001) - voce
- Valiant - Piccioni da combattimento (Valiant), regia di Gary Chapman (2005) - voce
- Extras - serie TV, episodi 2x06-2x07 (2006-2007)
- Back to Black, regia di Sam Taylor-Johnson (2024)